# Villacanale
Villacanale is een plaats (frazione) in de Italiaanse gemeente Agnone.